# Osservatorio di Tolosa
L'osservatorio di Tolosa è un osservatorio astronomico francese, che si trova nella città di Tolosa.

## Storia

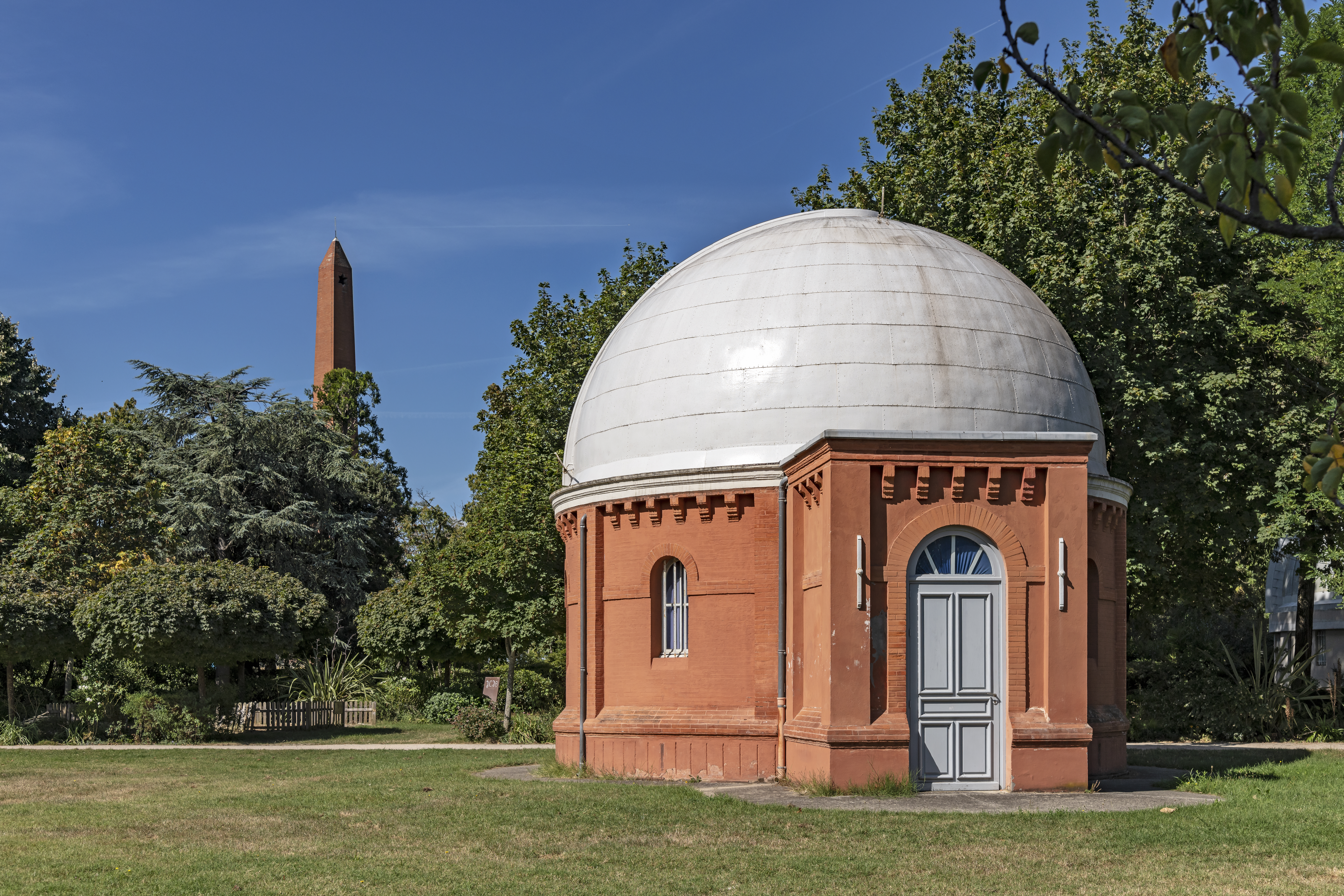
La cupola Urbain Vitry

L'osservatorio è stato fondato nel 1733 dall'Académie des sciences, inscriptions et belles-lettres de Toulouse. 
Fu poi spostato nel 1841 nel quartiere collinare di Jolimont, nel jardin de l'Observatoire. L'edificio principale, progettato dall'architetto tolosano Urbain Vitry, è stato dichiarato monumento nazionale.
Dal 1873 al 1878 fu direttore dell'osservatorio Félix Tisserand, che aveva come assistente Henri Joseph Anastase Perrotin: nel 1878 entrambi andarono a lavorare all'osservatorio di Parigi. Dal 1879 al 1908 fu direttore Benjamin Baillaud e dal 1908 al 1931 Eugène Cosserat.
Nel 1981 l'osservatorio venne trasferito nel campus scientifico di Toulouse-Rangueil dell'Università di Tolosa III Paul Sabatier. Successivamente è stato riunito all'osservatorio del Pic du Midi, per diventare l'osservatorio Midi-Pirenei. 
Nel 1987 Genevieve Soucail dell'osservatorio di Tolosa e i suoi collaboratori hanno presentato dati relativi ad una struttura anulare blu nell'ammasso di galassie Abell 370 e hanno proposto di interpretarla come un fenomeno di lente gravitazionale.
Negli anni Novanta l'osservatorio di Tolosa ha collaborato al telescopio MEGACAM sul Mauna Kea insieme a molte altre istituzioni scientifiche.